# リクリア・ボロンゴ
ノルベール・リクリア・ボロンゴ（フランス語: Norbert Likulia Bolongo、1939年7月8日 - ）は、コンゴ民主共和国（ザイール）の政治家、軍人。第27代ザイール首相。
ベルギー領コンゴで東部州のバソコに生まれ、渡仏しエクス＝マルセイユ大学で学んだ。1997年4月9日から1997年5月16日まで第27代ザイール首相を務めたが、第一次コンゴ戦争ののちに職を辞した。